# روري كولكين
روري كولكين (بالإنجليزية: Rory Culkin)‏ مواليد 21 يوليو 1989 في نيويورك، نيويورك، الولايات المتحدة، هو ممثل أمريكي بدأ مسيرته الفنية سنة 1993.

## الأعمال

### أفلام
- الابن الصالح
- ولد ريتش
- الإشارات
- اثنا عشر
- شخص ريفي أخرق
- سكريم 4

### مسلسلات
- القانون والنظام: الوحدة الخاصة للضحايا

## روابط خارجية
- روري كولكين على موقع IMDb (الإنجليزية)
- روري كولكين على موقع روتن توميتوز (الإنجليزية)
- روري كولكين على موقع ألو سيني (الفرنسية)
- روري كولكين على موقع ميوزك برينز (الإنجليزية)
- روري كولكين على موقع أول موفي (الإنجليزية)
- روري كولكين على موقع بوكس أوفيس موجو (الإنجليزية)
- روري كولكين على موقع قاعدة بيانات الأفلام السويدية (السويدية)
- روري كولكين على موقع إن إن دي بي (الإنجليزية)
- روري كولكين على موقع قاعدة بيانات الفيلم (الإنجليزية)
- روري كولكين على موقع كينوبويسك (الروسية)